# Cimitero Maggiore (Padova)
Il Cimitero Maggiore di Padova, già conosciuto come Cimitero Monumentale di Padova, è il principale cimitero della città di Padova.

## Storia
L'idea di costruire un cimitero maggiore a Padova, inizia nel 1837, in ottemperanza all’Editto di Saint Cloud. Negli anni 60 dell'ottocento, il comune indette un concorso pubblico, che venne vinto dall'architetto triestino Enrico Holzner. Approvato nel 1881, le mura di cinta e le altre strutture, furono costruite nel 1882.
Negli anni successivi verrà eretto il tempio crematorio, che sarà rinnovato negli anni 1990, per poi essere sostituito definitivamente dal nuovo crematorio con annessa sala del commiato, entrato in funzione nel 2012.

## Descrizione
Il Cimitero Maggiore di Padova, prende spunto dal Cimitero Monumentale di Milano, di cui ricalca fedelmente il profilo.